# Vârful Piliștea
Vârful Piliștea este un pisc montan situat în Munții Întorsurii, cu altitudinea de 1.223 metri, fiind astfel cel mai înalt din Munții Întorsurii. 
Pe un versant al acestuia se afla Lacul Piliștea. Este situat la mică distanță de satul Băcel înspre est.  